# Delativ
Delativ är ett kasus i bland annat ungerska. Dess grundbetydelse är att beteckna något från vars yta en rörelse utgår, men det har kommit att användas också i många andra sammanhang.